# 康茵茵
康茵茵（1986年6月18日—），台灣女藝人，畢業於國立臺北藝術大學舞蹈學系，專長為舞蹈，左撇子，出道自中天綜合台帶狀節目《大學生了沒》，代表作舞台劇《瘋狂電視台》、《仁愛路六號》女主角，音樂劇《瘋狂伸展台》、《你好，我是接體員》。

## 演藝生涯
康茵茵除本科系的芭蕾、現代、武術、民族，對鋼管、爵士、街舞、拉丁也有所涉足。因此上遍各大綜藝節目表演舞蹈或參加節目舞蹈主題比賽常常獲得第一名。2009年11月間康茵茵跟大學生了沒錄影來賓組成模仿《Wonder Girls》的團體《No wonder girls》，團體成員為大野、小白、小優、夏語心、茵茵共五人，團體特色定位為搞笑又性感。 並於2009年11月5日康熙來了-藝能新團體勇闖康熙中登場表演， 在2010年3月間更改團名爲《強尼草莓Johnny&Berry》。也在《康熙來了》與真正的《Wonder Girls》一起錄影。
2014年開始展開一系列《用身體記錄台灣》的計畫，不斷在台灣各地穿著芭蕾舞的硬鞋拍攝美麗的高難度照片，目的是為了讓更多人愛上台灣之美，此類照片在美國華人日報、英國攝影網站皆有報導。2016年，茵茵與夏語心和舒子晨共組新團體犯規小姐。其舞蹈影片在1天內就破100萬人次瀏覽，締造不少紀錄和成功炒熱話題。2017年錄《小明星大跟班》時與其他來賓臨時決定組成台灣女子音樂舞蹈團體「守規矩小姐」（miss goody goody），由超強舞蹈女星康茵茵領軍，其他還包括小優、小甜甜、安苡愛、解婕翎，成員共6人，後又有Apple加入。2019年拍攝女拳至上擔任女主角，並且發行原聲帶演唱主題曲，轉型演員兼唱跳歌手。

## 個人生活
- 國中：宜蘭縣立頭城國民中學[16][17]
- 高中：國立蘭陽女子高級中學[16][18]
- 大學：國立臺北藝術大學舞蹈學系[1][16][4][3][5]

## 作品

### 戲劇作品

#### 電視劇與網路劇
| 首播   | 電視台           | 劇名                  | 角色           |
| 2012年 | MTV              | PM10-AM03             | 小螢           |
| 2012年 | 台視             | 東華春理髮廳          | 馬麗露         |
| 2013年 | 中視             | 求愛365               | 沈心如         |
| 2013年 | 三立都會台       | 兩個爸爸              | Sabrina        |
| 2014年 | 中視             | 七個朋友              | 阿美           |
| 2014年 | 三立都會台       | 我的自由年代          | 主持人         |
| 2016年 | 三立都會台       | 大人情歌              | 蕭亭如         |
| 2016年 | 衛視中文台       | 聶小倩                | 陳伊琪（客串） |
| 2017年 | 愛奇藝           | 深夜食堂 (亞洲華語版) | 蒂兒           |
| 2017年 | 公視             | 野模                  | 蔡惠玲         |
| 2018年 | CHOCO TV         | HIStory2-是非         | 周心如         |
| 2018年 | CHOCO TV         | 秘密情人              | 張曉安         |
| 2019年 | 公視             | 疑霧公堂              | 林妻(特別客串) |
| 2021年 | 台視、三立都會台 | 戀愛是科學            | Mimi(客串)     |
| 2023年 | 中視、衛視中文台 | 女兒大人加個賴        | 黃馨(客串)     |

#### 電視電影
- 2014年 等一個人咖啡
- 2014年 痞子英雄
- 2019年 公視 疑霧公堂課 飾林妻
- 2019年 東森電影台 女拳至上 雙女主角 飾鐡莉莉

#### 舞台劇

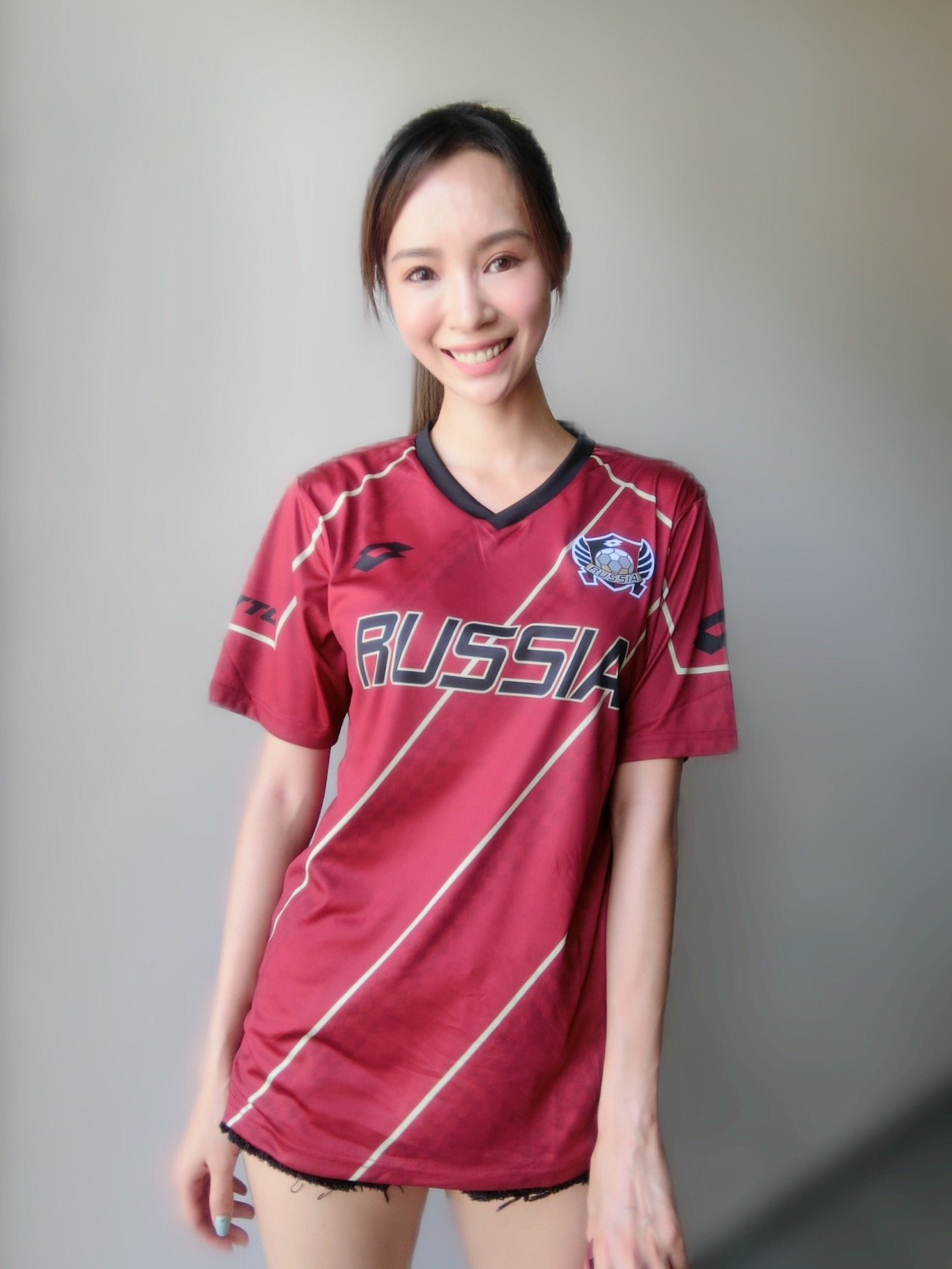
2018年康茵茵出席第二屆「Lotto CUP樂得盃」足球賽

- 2010年~至今 全民大劇團《瘋狂電視台》女主角[19]
- 2016年~至今 全民大劇團 《瘋狂伸展台》女二
- 2017年 《我愛月亮》女主角
- 2019年 《悶鍋出任務》
- 2020年 全民大劇團《你好，我是接體員》
- 2022年 全民大劇團《仁愛路六號》

#### 音樂錄影帶
- 2006年 陳偉聯〈愛恨難〉女主角
- 2006年 光良〈I Am Who I Am〉芭蕾舞者
- 2005年 汪佩蓉〈只要你快樂〉女主角
- 2015年 鄒宗翰〈不快樂〉特別演出

### 主持作品

#### 影視節目
- 2009年 中天娛樂台《娛樂圈圈看》助理主持[20]
- 2009年 中天娛樂台《愛的大作戰》助理主持[20]
- 2009年 中天娛樂台《全民最大黨》Showgirl、飾演歐巴馬與女翻譯[12][20]
- 2009年 中天綜合台《大學生了沒》固定班底[12][20][3]
- 2013年 中天綜合台《周末熊新聞》
- 2018年 狼谷競技台《 Five鬪龍虎門 》
- 2019《小姐搞事情》
- 2023《幣論BITTALK》
- 2023《玩美心計》

### 音樂作品

#### 單曲
- 2022《聖誕沒代誌》
- 2023《我的歐巴在哪唷》

#### EP
- 2019年 《女拳至上電影原聲帶》

### 書籍作品
- 康茵茵. . 如何出版社有限公司. 2016年6月1日: 192頁. ISBN 978-986-136-458-2.

## 外部連結
- 茵茵 Lia的Facebook專頁
- 茵茵的Instagram帳戶
- 金星娛樂-康茵茵簡介 （页面存档备份，存于）